# Adolphe Bousquet
Pour les articles homonymes, voir Bousquet.

a Compétitions nationales et continentales officielles uniquement.

b Matchs officiels uniquement.
Dernière mise à jour le 16 août 2015.
Adolphe Bousquet est un joueur français de rugby à XV, né le 14 août 1899 à Maraussan, décédé le 17 mars 1972 à Béziers, de 1,68 m pour 72 kg, ayant occupé le poste de demi de mêlée en sélection nationale et à l'AS Béziers, et de demi d'ouverture au Racing club de France, et ayant achevé sa carrière sportive dans l'équipe de Pézenas (club Piscénois).
Il fit partie de la première équipe française à finir seconde du Tournoi des Cinq Nations, en 1921 (et dont le capitaine fut René Crabos), avec son partenaire de club Pierre Moureu.
Avec son neveu demi d'ouverture biterrois Roger Bousquet, champion de France en 1961 et vice-champion de France en 1962 et 1964 ainsi que vainqueur du Manoir en 1964, il tint un commerce d'articles de sport, toujours à Béziers.

## Palmarès
- 3 sélections en équipe de France (international n°144), et 1 olympique, de 1920 à 1924[2]
- Jeux Interalliés en 1919[3]
- Vice-champion olympique en 1920 et 1924 (seul joueur avec François Borde)[4]
- 2e du tournoi des cinq nations en 1921 (il participe à 2 matchs)
- Vice-champion de France en 1920 avec le Racing (avec Borde)
- Demi-finaliste du championnat de France en 1924 et 1929 avec Béziers
- Demi-finaliste du championnat de France en 1932 avec Pézenas (Stade piscénois, où il arrive en début de saison pour renforcer les lignes arrières)